# Підкільце
Підкільце кільця {\displaystyle K} — це пара {\displaystyle (R,i)}, де {\displaystyle R} — кільце, а {\displaystyle i:R\hookrightarrow K} — мономорфізм (вкладення) кілець.
Таке визначення узгоджується із загальними поняттями:
- підструктури в універсальній алгебрі та
- підоб'єкта в теорії категорій.

У класичному визначенні підкільце кільця {\displaystyle (K,+,*)} розглядається як підмножина {\displaystyle R\subset K}, замкнута відносно операцій {\displaystyle +} і {\displaystyle *} з основного кільця. Це визначення рівносильне наведеному вище, проте в сучасному визначенні підкреслюється внутрішня структура підкілець і зв'язок між різними кільцями. Воно також легко узагальнюється на випадок довільних математичних об'єктів (алгебричних, геометричних тощо). Різниця між визначеннями аналогічна різниці між теоретико-множинним і теоретико-категорійним поглядом на математику.
Зокрема, різні визначення кільця дають два основні змістовні поняття підкільця. У категорії (всіх) кілець {\displaystyle {\mathcal {R}}ing} підкільце, як у класичному визначенні, можна розглядати як довільну підмножину кільця, замкнуту за додаванням і множенням. Цікавіша ситуація в категорії кілець з одиницею {\displaystyle {\mathcal {R}}ing_{1}}: морфізми (гомоморфізми) {\displaystyle f:R\to K} в цій категорії мають відображати одиницю кільця {\displaystyle R} в одиницю кільця {\displaystyle K} (аналогічно гомоморфізму напівгруп з одиницею), тому підкільце {\displaystyle R} кільця {\displaystyle K} також має містити одиницю: {\displaystyle 1_{K}\in R} .
Категорія {\displaystyle {\mathcal {R}}ing} влаштована значно краще, ніж {\displaystyle {\mathcal {R}}ing_{1}}. Наприклад, ядро будь-якого гомоморфізму також є об'єктом цієї категорії. Тому, кажучи про підкільця, зазвичай мають на увазі підкільце в {\displaystyle {\mathcal {R}}ing}, якщо не зазначено інше.
Приклади
1. Будь-який ідеал (лівий, правий, двосторонній) замкнутий відносно додавання і множення, тому є підкільцем у {\displaystyle {\mathcal {R}}ing}.
2. У {\displaystyle {\mathcal {R}}ing_{1}} ідеал є підкільцем тільки тоді, коли містить {\displaystyle 1}, тому він має збігатися з усім кільцем. Тому в {\displaystyle {\mathcal {R}}ing_{1}} власні ідеали не є підкільцями.
3. У {\displaystyle {\mathcal {R}}ing} підкільцями в {\displaystyle \mathbb {Z} } є всі головні ідеали {\displaystyle (n)=n\mathbb {Z} }. У {\displaystyle {\mathcal {R}}ing_{1}}{\displaystyle \mathbb {Z} } не має власних підкілець.
4. Кільце цілих чисел {\displaystyle \mathbb {Z} } є підкільцем поля дійсних чисел {\displaystyle \mathbb {R} } і підкільцем кільця многочленів {\displaystyle \mathbb {Z} [X]}.